# Grapple Fixture

Nero è compatibile con Canadarm2, Canadarm1 e JEM-RMS. Blu è compatibile con Canadarm1 e JEM-RMS. Rosso è compatibile con Canadarm2.

Il Grapple Fixture è un dispositivo di aggancio utilizzato sui veicoli spaziali o altri oggetti per fornire una connessione sicura per un braccio robotico.

## America
I Grapple Fixture consentivano al Shuttle Remote Manipulator System dello Space Shuttle (noto anche come Canadarm1 o SRMS) di afferrare in modo sicuro oggetti di grandi dimensioni (ad esempio componenti della ISS o satelliti, come lo Hubble Space Telescope).
Attualmente svolgono lo stesso ruolo per il Space Station Remote Manipulator System della Stazione spaziale internazionale (SSRMS) (noto anche come Canadarm2) e per il Japanese Experiment Module Remote Manipulator System di Kibo(JEM-RMS). I Grapple Fixture sono costituiti da una superficie piatta con un perno di presa centrale, alla cui estremità è presente una sfera a cui la mano delle braccia robotiche si aggancia. Sono inoltre presenti tre avvallamenti che aiutano a instradare correttamente l'estremità del braccio robotico sul Grapple Fixture.

### Sviluppo
Il Grapple Fixture americano è stato sviluppato presso la Spar Aerospace negli anni '70. L'invenzione è attribuita a Frank Mee, che ha anche inventato il Latching End Effectors del Canadarm1 per lo Shuttle. Il design del Grapple Fixture è stato poi ulteriormente perfezionato da Barrie Teb.

### Varianti

#### Flight-Releasable Grapple Fixture
Il Flight-Releasable Grapple Fixture (FRGF) è la variante più semplice del Grapple Fixture americano, permette solo l'aggancio e non è dotato di connettori elettrici. Veniva usato all'inizio del programma Space Shuttle ed è stato sviluppato dal Flight Standard Grapple Fixture (FSGF) consentendo l'installazione del Grapple Shaft durante le attività extraveicolari (EVA).

Attualmente le navicelle senza equipaggio come Dragon di SpaceX, la Cygnus di Northrop Grumman e l'HTV giapponese sono dotate un FRGF standard usato dal Canadarm2 per afferrare la navicella durante l'avvicinamento alla Stazione Spaziale. Può portare un carico massimo di sino a 30000 kg. Anche un Orbital Replacement Unit (ORU) può avere un Grapple Fixture.

#### Latchable Grapple Fixture
Il Latchable Grapple Fixture (LGF) permette di afferrare e agganciare per lunghi periodi di stoccaggio sulla Payload Orbital replacement unit Accommodation (POA) (superiore alle 3 settimane). Non dispone di connettori elettrici.

#### Electrical Flight Grapple Fixture
L'Electrical Flight Grapple Fixture (EFGF) consente la presa e dispone di un'unica connessione elettrica per dati, alimentazione e video per le telecamere del braccio. La connessione elettrica è compatibile con il Canadarm1.

#### Power and Video Grapple Fixture
Il Power and Video Grapple Fixture (PVGF) consente la presa e l'aggancio, e dispone di connettori elettrici per alimentazione, dati e video. Le connessioni elettriche sono compatibili con il Canadarm2.

#### Power and Data Grapple Fixture
Il Power Data Grapple Fixture (PDGF) consente la presa e l'aggancio e dispone di quattro connettori elettrici rettangolari per dati, video e alimentazione; è anche l'unico Grapple Fixture americano sostituibile in orbita. Le connessioni elettriche sono compatibili con il Canadarm2.
Viene utilizzato sulla Stazione spaziale internazionale (ISS). I PDGF possono essere agganciati dal braccio robotico Canadarm2, al fine di consentire al braccio di manipolare e alimentare l'oggetto agganciato, o essere comandati dagli astronauti all'interno della ISS. Per permettere al Canadarm2 di spostarsi lungo la Stazione, essi sono presenti in numerose zone della Stazione. Durante l'STS-134 è stato installato un PDGF sul modulo Zarja per poter utilizzare il Canadarm2 anche sul Segmento russo in caso di necessità.

### Satelliti con Grapple Fixture americano
- Il Telescopio spaziale Hubble ne ha due.
- Il Long Duration Exposure Facility (LDEF) ne ha due. Un FRGF e una presa attiva utilizzato per inviare un segnale elettronico e avviare i 19 esperimenti dotati di sistemi elettrici.[10]
- La Solar Maximum Mission ne ha uno – usato dallo Shuttle per la riparazione in orbita.

## Europa
Il European Robotic Arm che dovrebbe arrivare sulla Stazione nel 2020 è dotato di Grapple Fixtures simili a quelli usati dal Canadarm2, sebbene questi non siano compatibili tra loro. Ciò significa che l'European Robotic Arm potrà lavorare solo sul Segmento russo della stazione.